# Liste des dénominations autrichiennes d'origine protégée
La liste des dénominations autrichiennes d'origine protégée énumère alphabétiquement les produits agricoles et denrées alimentaires de qualité labellisés Geschützte Ursprungsbezeichnung en abrégé (g.U), qui ont été produits, transformés et élaborés en Autriche avec un savoir-faire reconnu et constaté selon la norme européenne : ces dénominations sont inscrites dans le registre en langue française des appellations d'origine protégée (AOP).

## Fromages

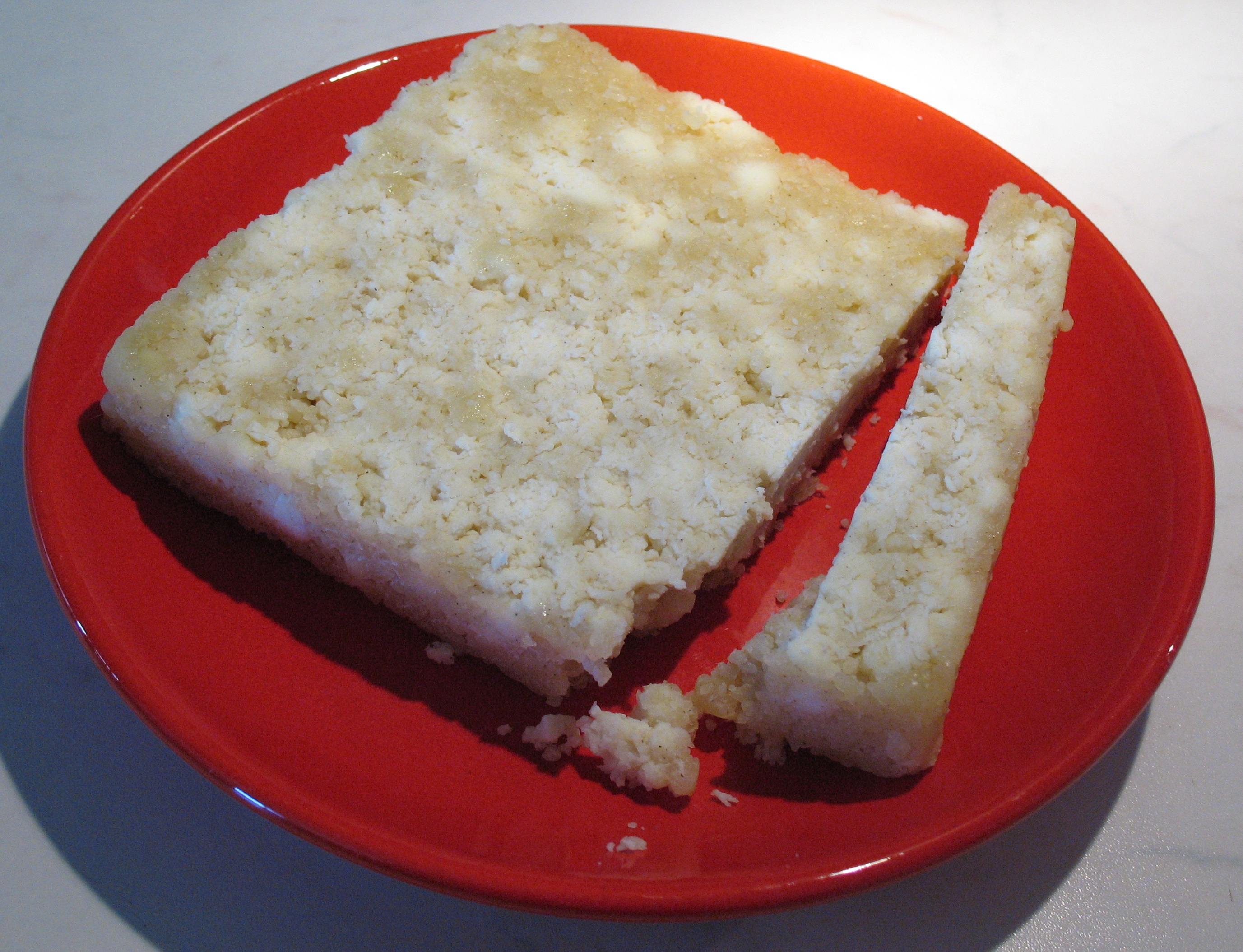
Tiroler Graukäse.

- Gailtaler Almkäse - enregistré le 24.01.1997
- Tiroler Almkäse ; Tiroler Alpkäse - enregistré le 25.11.1997
- Tiroler Bergkäse - enregistré le 13.06.1997
- Tiroler Graukäse - enregistré le 02.07.1996
- Vorarlberger Alpkäse - enregistré le 13.06.1997
- Vorarlberger Bergkäse - enregistré le 13.06.1997

## Fruits, légumes et céréales en l'état ou transformés
- Wachauer Marille (de) - enregistré le 21.06.1996 (abricot de Wachau)
- Waldviertler Graumohn - enregistré le 13.06.1997 (pavot gris du Waldviertel)

## Sources
Base de données officielle des AOP, IGP et STG de l'Union européenne : DOOR